# Landtagswahl in Lippe 1908
Die Landtagswahlen in Lippe fanden im November und Dezember 1908 statt. Gewählt wurden die 21 Mitglieder des Lippischen Landtags.

## Allgemeines
Die Wahlen fanden für die zweite Klasse am 8. Dezember und für die dritte Klasse am 7. Dezember statt. Die Abgeordneten der ersten Klasse wurden am 9. Dezember gewählt. Die Stichwahlen fanden am 18. Dezember statt. Im Laufe der Wahlperiode bis 1913 fanden folgende Neuwahlen statt:
- 7. Dezember 1909: Vierter Wahlkreis, Zweite Klasse
- 24. Januar 1910: Fünfter Wahlkreis, Zweite Klasse
- 10. Februar 1910: Fünfter Wahlkreis, Zweite Klasse, Stichwahl
- 5. September 1911: Zweiter Wahlkreis, Zweite Klasse

Gewählt wurden 21 Abgeordnete in drei Klassen zu je sieben Abgeordneten. Die erste Klasse bildeten die höchstbesteuerten Bürger. In der ersten Klasse war in der Untergruppe A wahlberechtigt, wer mindestens 90 Mark Grundsteuer zahlte. Diese Untergruppe wählte fünf Abgeordnete in zwei Wahlkreisen. Die Untergruppe B umfasste diejenigen, die mindestens 180 Mark Einkommensteuer zahlten und wählte zwei Abgeordnete in zwei Wahlkreisen. Die zweite Klasse bildeten die Steuerzahler mit Grund- und Einkommensteuer von mindestens 36 Mark, die dritte Klasse alle anderen Wahlberechtigten. Die 2. und 3. Klasse wählte in je sieben Ein-Personen-Wahlkreisen.

## Wahlergebnis
| Klasse    | Wahlkreis                | Wahlberechtigte | Wähler | %      | Abgeordneter                                                        | Partei       | Stimmen | %      | Foto |
| --------- | ------------------------ | --------------- | ------ | ------ | ------------------------------------------------------------------- | ------------ | ------- | ------ | ---- |
| 1. Klasse | 1A                       |                 |        |        | Gutsbesitzer Windmeier (Nienhagen)                                  | Kons.        | 76      |        |      |
| 1. Klasse | 1A                       |                 |        |        | Rittergutsbesitzer von Borries (Eckendorf)                          | Kons.        | 74      |        |      |
| 1. Klasse | 1A                       |                 |        |        | Ökonomierat Wilhelm Krieger (Blomberg)                              |              | 72      |        |      |
| 1. Klasse | 1A                       |                 |        |        | Landesökonomierat August Riekehof-Böhmer (Schloss Brake)            | Kons.        | 53      |        |      |
| 1. Klasse | 1A                       |                 |        |        | Gutsbesitzer Schönlau (Remmighausen)                                | Kons.        | 47      |        |      |
| 1. Klasse | 1B                       |                 |        |        | Amtsgerichtsrat Eduard Boeckers (Detmold)                           | NLP          | 69      |        |      |
| 1. Klasse | IB                       |                 |        |        | Fabrikant Leberecht Hoffmann (Hoffmann’s Stärkefabriken, Salzuflen) | NLP          | 78      |        |      |
| 2. Klasse | I. Wahlkreis             | 706             | 574    | 81,3 % | Telegraphensekretär Friedrich Schelp (Detmold)                      | LLVP         | 342     | 59,9 % |      |
| 2. Klasse | II. Wahlkreis            | 529             | 362    | 68,4 % | Ratsapotheker Karl Ernst Wilhelm Heynemann (Lemgo)                  | Freisinn/NLP | 273     | 75,6 % |      |
| 2. Klasse | III. Wahlkreis           | 311             | 276    | 88,7 % | Rittergutspächter Scharenberg (Braunenbruch)                        | Kons.        | 192     | 69,6 % |      |
| 2. Klasse | IV. Wahlkreis            | 336             | 282    | 83,9 % | Gutsbesitzer Oberbracht (Siebenhöfen)                               | Freisinn     | 167     | 59,2 % |      |
| 2. Klasse | V. Wahlkreis             | 441             | 355    | 80,5 % | Gutsbesitzer Wilhelm Schemmel (Wüsten)                              | Kons.        | 300     | 84,7 % |      |
| 2. Klasse | VI. Wahlkreis            | 328             | 260    | 79,3 % | Gutsbesitzer Frevert (Niedermeien)                                  | Kons.        | 202     | 78,0 % |      |
| 2. Klasse | VII. Wahlkreis           | 341             | 302    | 88,6 % | Gutsbesitzer Döldissen (Sommersell)                                 | Kons.        | 159     | 52,8 % |      |
| 3. Klasse | I. Wahlkreis             | 2430            | 1414   | 58,2 % | Schneidermeister Wilhelm Brakemeier (Horn)                          | Liberal      | 716     | 50,8 % |      |
| 3. Klasse | II. Wahlkreis            | 2911            | 1824   | 62,7 % | Zigarrenarbeiter August Schmuck (Lemgo)                             | SPD Lippe    | 867     | 47,9 % |      |
| 3. Klasse | II. Wahlkreis Stichwahl  | ./.             | 1961   | 67,4 % | Zigarrenarbeiter August Schmuck (Lemgo)                             | SPD          | 997     | 51,2 % |      |
| 3. Klasse | III. Wahlkreis           | 4774            | 2577   | 54,0 % | Ziegelmeister Anton Panneke (Alverdissen)                           | Liberal      | 1498    | 58,2 % |      |
| 3. Klasse | IV. Wahlkreis            | 3719            | 1920   | 51,6 % | Pastor Alexander Zeiß (Schwalenberg)                                | 'Parteilos'  | 1245    | 64,0 % |      |
| 3. Klasse | V. Wahlkreis             | 3943            | 2211   | 56,1 % | Rentner Bödeker (Alverdissen)                                       | Liberal      | 1301    | 58,8 % |      |
| 3. Klasse | VI. Wahlkreis            | 3416            | 1704   | 49,9 % | Druckereibesitzer Adolf Neumann-Hofer (Detmold)                     | LLVP         | 1040    | 61,2 % |      |
| 3. Klasse | VII. Wahlkreis           | 4292            | 2508   | 58,5 % | Lehrer Wilhelm Bruns (Wülfer)                                       | Liberal      | 1085    | 43,4 % |      |
| 3. Klasse | VII. Wahlkreis Stichwahl | ./.             | 3389   | 55,7 % | Lehrer Wilhelm Bruns (Wülfer)                                       | Liberal      | 1464    | 61,6 % |      |

Im Laufe der Wahlperiode musste Abgeordnetenmandate durch Neuwahlen erneut besetzt werden.
| Datum der Wahl    | Klasse              | Wahlkreis     | Wahlberechtigte | Wähler | %      | Abgeordneter                                | Partei  | Stimmen | %      | Foto |
| ----------------- | ------------------- | ------------- | --------------- | ------ | ------ | ------------------------------------------- | ------- | ------- | ------ | ---- |
| 7. Dezember 1909  | 2. Klasse           | IV. Wahlkreis | 336             | 268    | 79,8 % | Gutsbesitzer Meier (Siebenhöfen)            | Kons.   | 197     | 73,5 % |      |
| 24. Januar 1910   | 2. Klasse           | V. Wahlkreis  | 439             | 359    | 81,8 % | Schlosshauptmann von Lengerke (Schötmer)    | NLP     | 164     | 45,7 % |      |
| 10. Februar 1910  | 2. Klasse Stichwahl | V. Wahlkreis  | ./.             | 388    | 88,4 % | Schlosshauptmann von Lengerke (Schötmer)    | NLP     | 234     | 60,3 % |      |
| 5. September 1911 | 2. Klasse           | II. Wahlkreis | 576             | 450    | 78,1 % | Konditor Friedrich Wilhelm Eikmeier (Lemgo) | Liberal | 300     | 66,7 % |      |